# カオサン通り
座標: 北緯13度45分32秒 東経100度29分50秒 / 北緯13.75889度 東経100.49722度

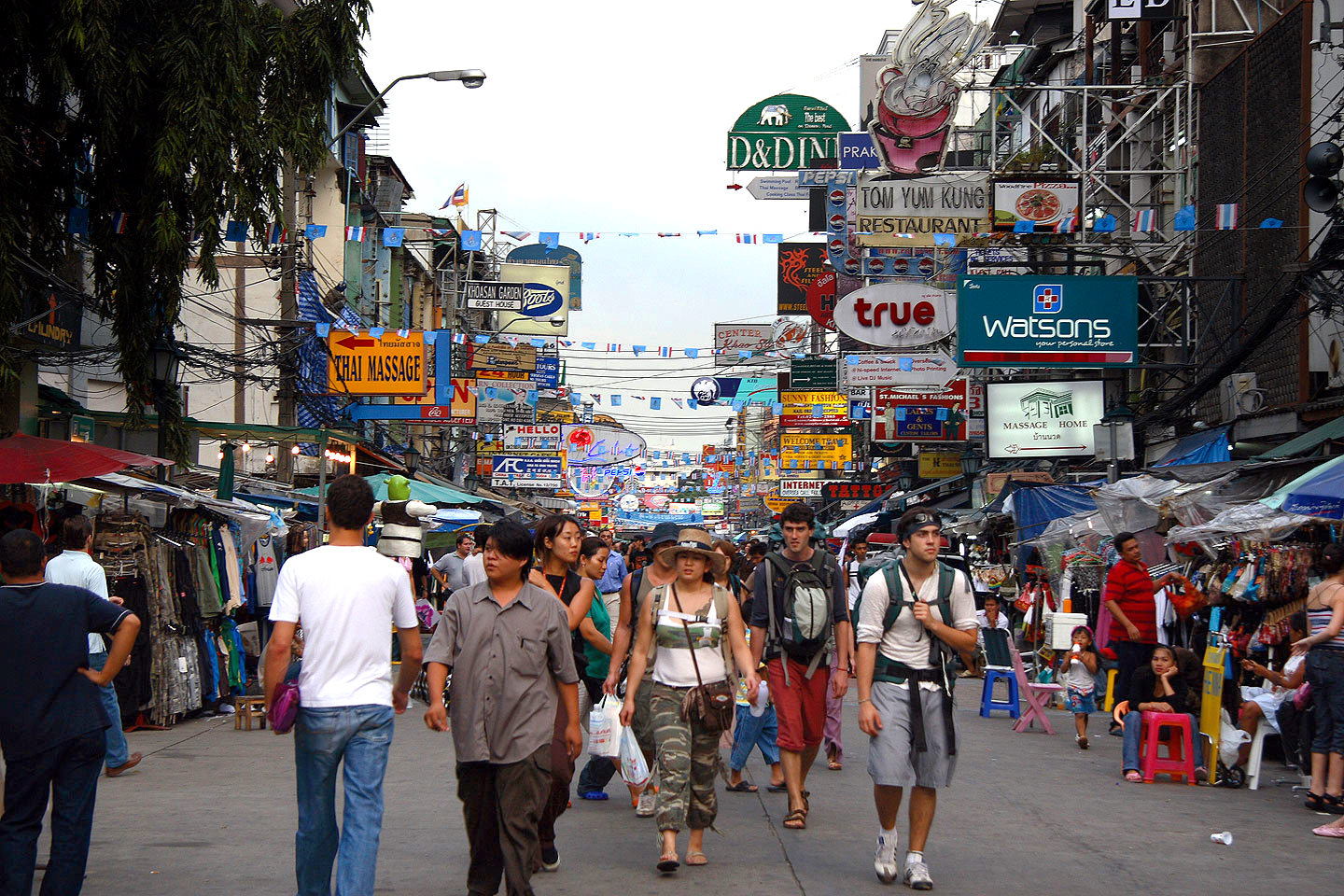
カオサン通り

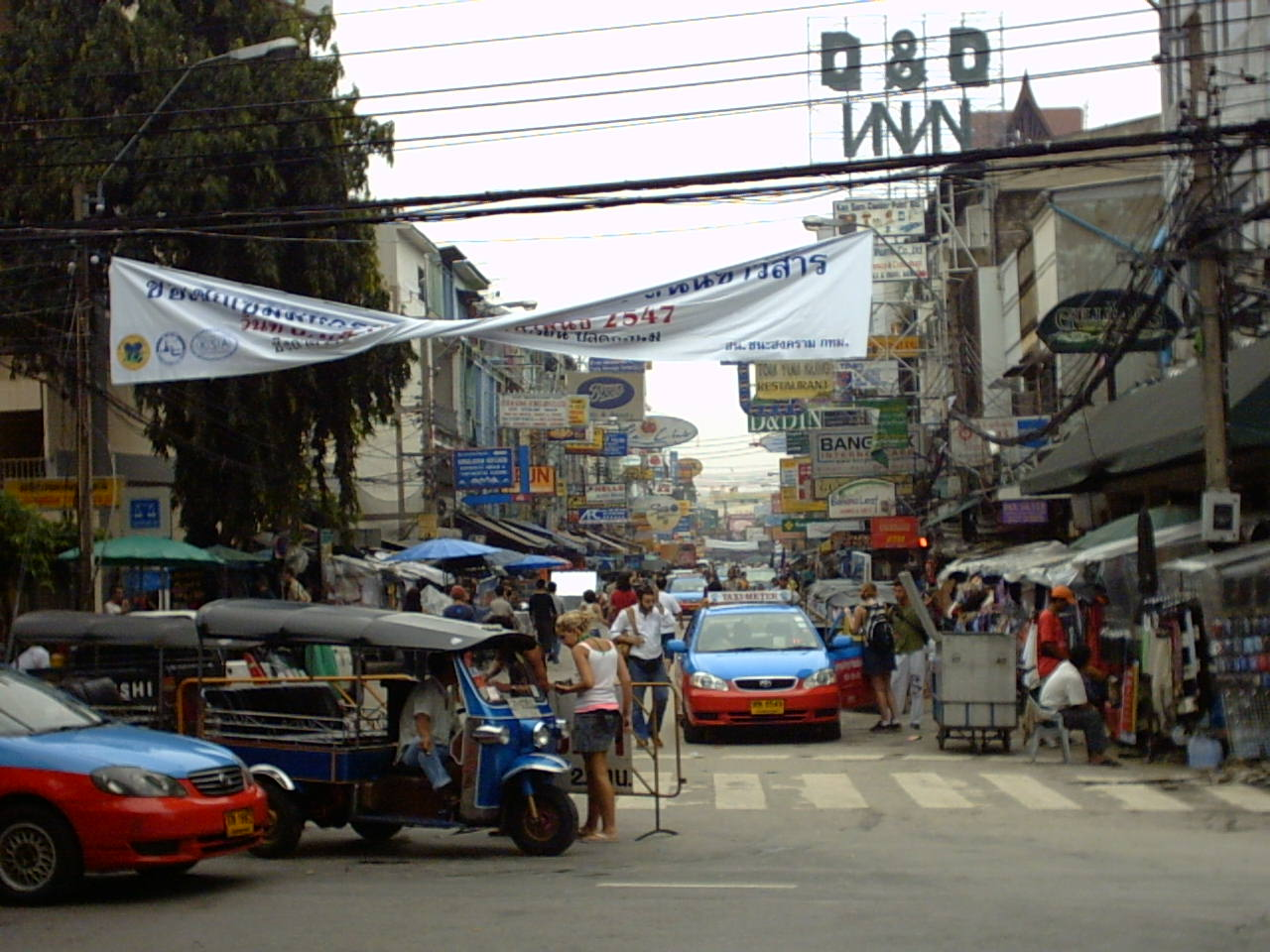
カオサン通り（西側から）

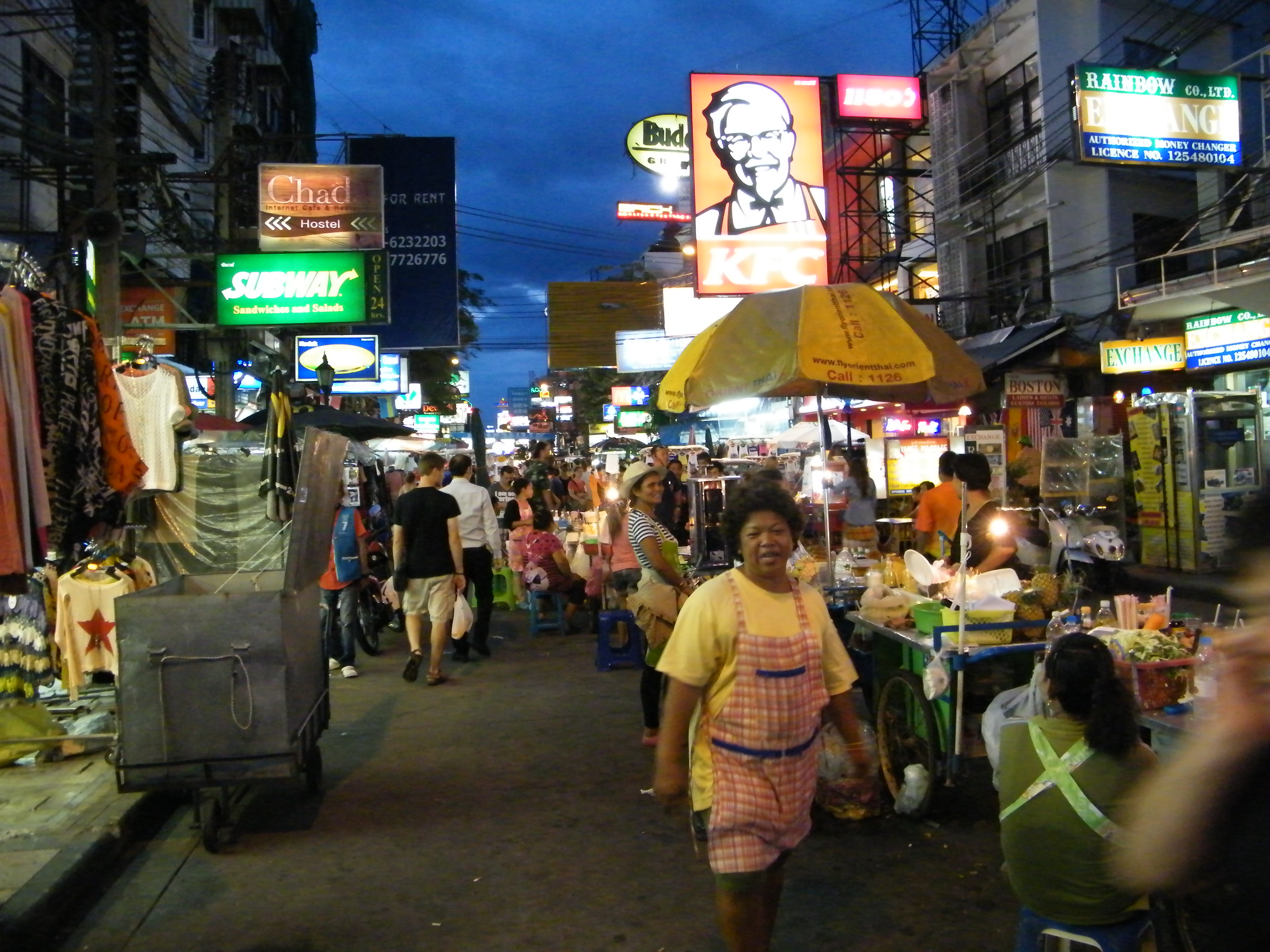
夜の様子

カオサン通り（タイ語: ถนนข้าวสาร、タノン・カーオサーン、英語: Khaosan road）は、タイのバンコク、プラナコーン区（พระนคร）のバンランプーにある道路の名称。カオサンロードとも呼ばれる。

## 概要
外国人バックパッカーの溜まり場として知られる。「カオサン」とはタイ語で「白米」の意味だが、元々はこの周辺に米問屋が多かったことに由来する。300メートルほどの通りにはバックパッカー向けのホテルやゲストハウスが軒を連ね、レストラン、インターネットカフェ、旅行会社、古本屋、ランドリー、衣料品店、土産物店等、旅行者に必要な店がずらりと並ぶ。
生絞りのオレンジやタイ風ミルクティーなどの飲料や果物、パッタイ、ガイヤーン、ロティ、ケバブ、食用の虫などを売る屋台が多い。中には海賊版のCDやDVDを売る店や国際運転免許証や国際学生証など身分証明書の偽造を引き受ける怪しげな店やタトゥーやパーマ、タイマッサージをする店なども存在し、混沌とした情景を醸し出している。セブンイレブンやファミリーマートなどのコンビニやマクドナルドやバーガーキング、サブウェイなどのファーストフード店、スターバックスなどの喫茶店なども、通り沿いやその周辺に存在する。またこのようなバックパッカー向けの施設が多い地区は、並走するラムブトリ通り、T字路を形成するチャクラポーン通りなどへ拡大傾向にある。
タイ国内を旅行する者のみならず、ミャンマーやカンボジア、あるいはインド、ネパールなどを旅行するバックパッカーもまずカオサンロードに拠点を置き、情報収集や航空券の購入をする事が多い。タイはこれらの国々よりも政情が安定しており、また航空券の手配やインターネット接続が容易なためである。このため世界中のバックパッカーがここに集まり、旅行者の中にはカオサンをバックパッカーの聖地と呼ぶ者も多い。
しかし近年、エアアジアやノック・エアなどバンコク発着の格安航空券がネットで買えるようになり、以前程航空券の手配のためにカオサンを訪れる人は少なくなっている。更にインターネットの普及により、旅の情報を得るためにカオサンを訪れたり、宿泊したりする人の数は減少している。そのため、カオサンを訪れる客層も、旅の情報収集やチケットの確保といったことを目的とする本来のバックパッカーから、西洋人や洋風喫茶、レストランの多いカオサン通りそのものを観光地とする旅行客にシフトする傾向にある。
ただ、航空券以外の旅行パーツ（長距離バスや現地ツアーなど）の手配は、業者が小規模でネット予約できる英語サイトを開設できないことも多いため、依然としてカオサン通りの存在価値は大きい。
1990年代以前は現地のタイ人の中ではそれほど知られた通りではなかったが、近年パブやクラブ等が続々と開店しタイ人の若者が、日本でいう原宿のような感覚で訪れるエリアとなっている。これらのパブやクラブ内には、100インチ規模の大型スクリーンが設置され、ハリウッド映画や、MTVなどが放映されることが多く、タイにいるということを忘れさせるほどである。また、大音量で音楽を流す店が多いのも特徴である。
しかし、日本人バックパッカーの中にはこのような「カオサンの無国籍化」を嫌い、国立競技場周辺などの別の安宿エリアに定宿を移す者も多い。中には、嵐よういちのように、著書の中で「カオサンはもはやタイでは無い」と痛烈に批判する者もいる。
かつては安宿やバックパッカーから連想されるように、物価の安いイメージのあったカオサンであるが、近年は裕福な欧米人や日本人観光客が多く訪れるためか高騰している。特に屋台やレストランなどの飲食関係は、バンコク都内の他地域と比較して1.5倍〜2倍程度の料金設定となっている。
程度の差はあるが、途上国の大都市にはバックパッカーの溜まり場のような地区が形成されることが多い。ただカオサン通りは特に規模が大きく知名度も高いため、旅行者の間ではこのような地区の代名詞として使用されることもある（例えば「ファングーラオ通りはホーチミンのカオサン」など）。

## 宿泊施設
1泊100バーツ程度のドミトリーから、2,000バーツ程度のホテルまで、100軒以上ある。予約を受け付けない宿が多く、人気のある宿はすぐに満室になってしまう。

## 交通アクセス
交通アクセスはバス、タクシー、トゥクトゥク、チャオプラヤー・エクスプレスなどがある。将来的にはBTSとMRTの乗換駅であるパンファリラット駅（民主記念塔付近）及び、BTSプラアティット駅（王宮前広場付近）が設置される予定である。
時期によって、無料のバスが走っている。それを人は白バスと呼ぶ。見分け方は赤色のバスの上の看板が
白色の看板に黒の文字で書かれている。政府の低所得者向けのサービスである。

### バス
南側にラチャダムヌーンクラン通りがあり、市内各方面へ下記の番号のバスが利用できる。
- スワンナプーム国際空港：AE2、556
  - パヤータイ駅 （エアポート・レール・リンク）59 201 503
- ドンムアン空港：59
- フワランポーン駅：(53) 159 170 507
- 北バスターミナル：(3) 159 183 509
- 南バスターミナル：30 171 183 511
- 東バスターミナル：2 511
- セントラルワールドプラザ：2 15 79 174 183 511 532
- MBK、サイアム・スクエア：15 17 47 79 174 183 532
- シーロム：15 532
- スクンビット通り、ナナ、アソーク：2 511

3, 53番のバスはラチャダムヌーンクラン通りではない。

### チャオプラヤー・エクスプレス
カオサン通り西端、チャクラポーン通りを渡り、ワット・チャナソンクラムを通り抜け、プラアティット通りを北側に行くと、バンランプー桟橋への入り口がある。ここからチャオプラヤー・エクスプレスを利用して観光名所やバンコク・スカイトレインのサパーンタークシン駅まで行くことができる。王室御座舟博物館へのボートも発着する。